# 1365

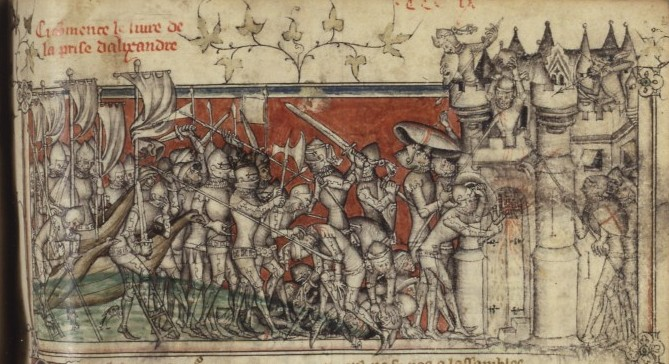
Peter I en zijn kruisvaarders nemen Alexandrië in

Het jaar 1365 is het 65e jaar in de 14e eeuw volgens de christelijke jaartelling.

## Gebeurtenissen
februari
- 13 - De Heilige Kruiskapel van Kasteel Karlstein wordt ingewijd.
- 23 - Leopold III van Oostenrijk trouwt met Viridis Visconti

maart
- 12 - Rudolf IV van Oostenrijk sticht met zijn broers Albrecht III en Leopold III de Universiteit van Wenen.

april
- 12 - Verdrag van Guérande: Jan IV wordt door alle partijen erkend als (enige) hertog van Bretagne. Einde van de Bretonse Successieoorlog.

augustus
- 9-Begin belegering van Rummen door troepen van het prinsbisdom Luik.

september
- 15 - Jan van Herlaar, heer van Bokhoven, draagt Bokhoven als leen op aan de bisschop van Luik, waarbij zijn broer, Arnoud van Herlaar, leenman wordt. Bokhoven onttrekt zich zo aan de ambities van zowel de graven van Holland, als de hertogen van Brabant en Gelre.

- 21 - Arnold van Rummen verlaat uiteindelijk zijn burcht, waarna deze met de grond gelijk wordt gemaakt.

oktober
- 11 - Peter I van Cyprus, titulair koning van Jeruzalem, steekt met een legertje ridders de Middellandse Zee over en verovert Alexandrië. Het is de start van een kruistocht om Jeruzalem te bevrijden. Zijn soldaten weigeren echter mee te trekken naar Caïro, en paus Urbanus V adviseert hem vrede te sluiten met de sultan.

zonder datum
- Isny wordt een Rijksstad, zie Rijksstad Isny.
- Miskolc ontvangt stadsrechten.
- De Universiteit van Orange wordt gesticht.
- Oudst bekende vermelding: Gronau, Membruggen

## Kunst en literatuur
- 30 september - Prapantja: Nagarakretagama

## Opvolging
- Augsburg - Marquard I van Randeck opgevolgd door Wouter II van Hochschlitz
- Bretagne - Johanna opgevolgd door haar neef Jan IV
- Oostenrijk - Rudolf IV opgevolgd door zijn broers Albrecht III en Leopold III
- Orde van Sint Jan - Roger de Pins opgevolgd door Raymond Berenger
- Venetië - Lorenzo Celsi opgevolgd door Marco Corner

## Afbeeldingen

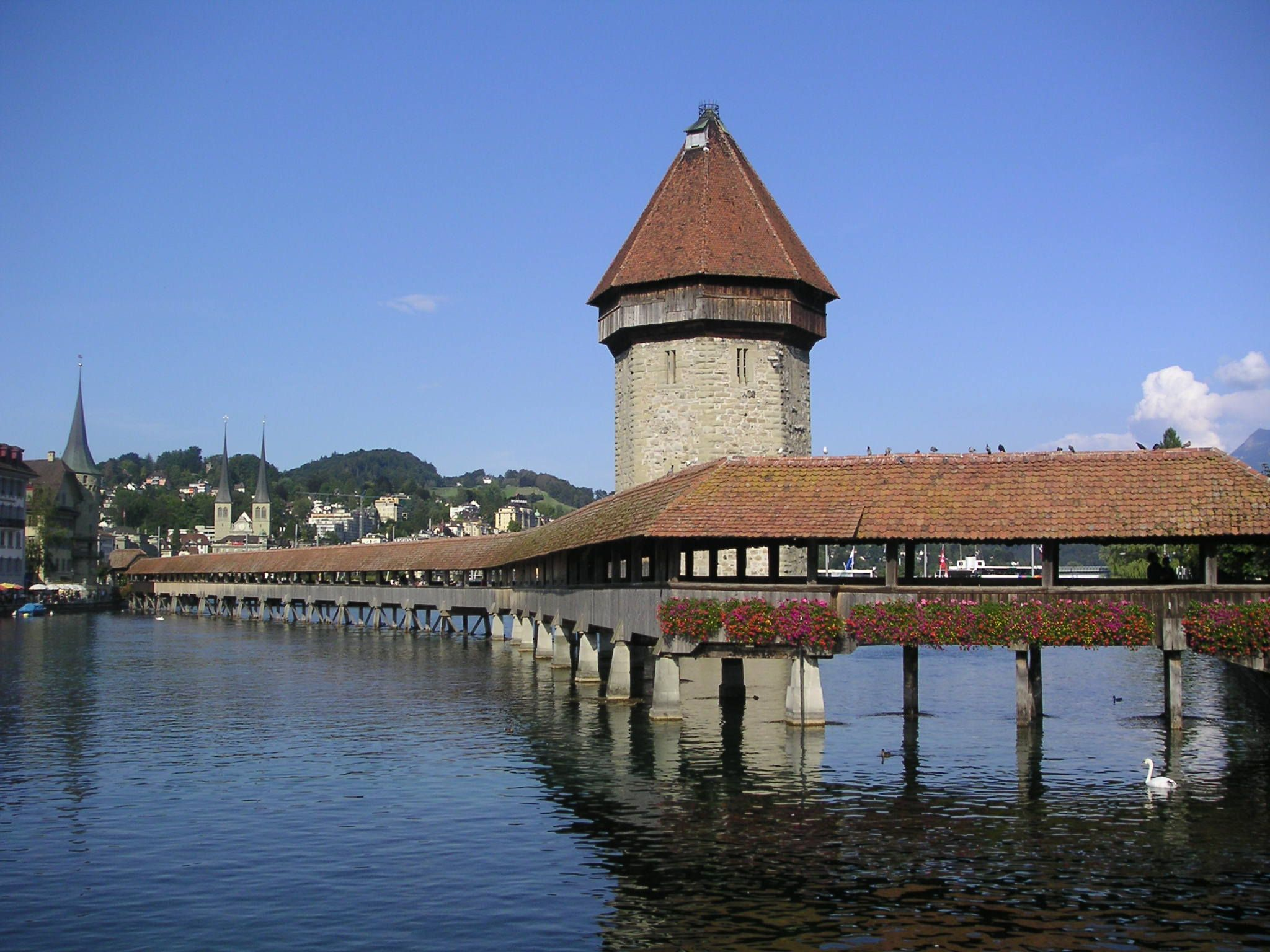
De Kapelbrug in Luzern, gebouwd 1365

## Geboren
- 5 april - Willem VI, graaf van Holland en Henegouwen (1404-1417)
- Barnim VI van Pommeren, Duits edelman (jaartal bij benadering)
- Johan III van Wittem, Limburgs edelman (jaartal bij benadering)
- Reinoud IV, hertog van Gelre en Gulik (1402-1423) (jaartal bij benadering)
- Yolande van Bar, echtgenote van Johan I van Aragon (jaartal bij benadering)

## Overleden
- 9 maart - Frederik van Straatsburg, Duits edelman
- 21 maart - Bolesław van Falkenberg, Silezisch edelman
- 17 mei - Lodewijk VI van Beieren (37), markgraaf van Brandenburg en hertog van (Opper-)Beieren
- 19 mei - Jan van Steinau, Silezisch edelman
- 28 mei - Roger de Pins, grootmeester van de Orde van Sint Jan
- 25 juli - Frederik I van Weimar-Orlamünde, Duits edelman
- 27 juli - Rudolf IV (25), hertog van Oostenrijk (1358-1365)
- 8 december - Nicolaas II van Troppau (~77), Silezisch edelman
- Albert III van Gorizia, Duits edelman
- Anna van Savoye (~59), echtgenote van Andronikos III Palaiologos
- Thomas Ughtred (~72), Engels edelman (jaartal bij benadering)